# Distrito de Rasina
El Distrito de Rasina (en serbio: Rasinski okrug, cirílico:Расински округ) se extiende en la parte central de la República de Serbia. Tiene una población de 240.463 habitantes. La sede del distrito es la ciudad de Kruševac.

## Municipios
Rasina comprende los municipios de:
- Varvarin
- Trstenik
- Ćićevac
- Kruševac
- Aleksandrovac
- Brus

## Grupos étnicos
Según el censo de 2002, los grupos étnicos que componen su población son los siguientes:
- Serbios = 252.925
- Romaníes = 2.272
- Otros = n/d

## Cultura e historia
Krusevac y sus alrededores se caracterizan por sus numerosos monumentos históricos: la ciudad de Lazar, con los restos de una fortificación medieval y la iglesia Lazarica, de gran importancia en la tradición épica serbia. Esta iglesia, construida en 1376 y dedicada a San Esteban, es el modelo de la Escuela Moravská. 
La torre Donjon, fortificación militar del castillo medieval, es testimonio del gran patrimonio cultural e histórico del pueblo serbio. El Monasterio de Ljubostinja fue fundado por la princesa Milica, la esposa del Príncipe Lazar, a finales del siglo XIV, después de la batalla de Kosovo, cuando tomó la decisión de su retirada espiritual, y en unión de las viudas de los señores serbios muertos en la batalla. Desde sus primeros días, Ljubostinja fue una parte importante en la cultura serbia.

## Economía
En la economía de la región predomina la industria química, con las empresas "Merima", "Miloje Zakić" y "Župa ". También destaca la compañía "14 oktobar", un gigante del sector de la industria metalúrgica, y "Crvena Zastava" en el sector de la industria de la madera.